# Xã Saltcreek, Quận Decatur, Indiana
Xã Saltcreek (tiếng Anh: Saltcreek Township) là một xã thuộc quận Decatur, tiểu bang Indiana, Hoa Kỳ. Năm 2010, dân số của xã này là 1.179 người.